# Aspalathus serpens
Aspalathus serpens är en ärtväxtart som beskrevs av Rolf Martin Theodor Dahlgren. Aspalathus serpens ingår i släktet Aspalathus och familjen ärtväxter. Inga underarter finns listade i Catalogue of Life.